# Макс Шур
Макс Шур (нім. Max Schur; нар. 26 вересня 1897, Станиславів, Австро-Угорщина — 12 жовтня 1969, Нью-Йорк, США) — відомий німецький психолог та близький друг Зиґмунда Фройда. За проханням хворого Фройда, здійснив йому ін'єкцію смертельної дози морфіну.

## Життєпис
Шур народився в Станиславові, Австро-Угорській імперії (тепер Івано-Франківськ). Закінчив вищу школу вже у Відні, після того як його сім'я втекла з захопленого російськими військами Станиславова у 1914 році. Поступив у медичну школу при Віденському університеті в 1915 році. Більшу частину післядипломної підготовки провів у Віденській поліклініці. Залишився там працювати, допоки не покинув Відень у 1938 році.
Після відвідування «Вступних Лекцій» Зигмунда Фройда, Шур зацікавився психоаналізом. Мав особисті сеанси з Рутом Маком Брансвіком з 1924 по 1932 роки. У 1932 році був прийнятий до «Віденського Психоаналітичного Об'єднання». Саме поєднання психоаналітичних знань та досвіду в терапії сприяло тому, що в 1929 році він став особистим лікарем Фройда."
Шур вніс нові знання в дві галузі ― медицину і психоаналіз ― заснувавши дві психосоматичні клініки і вивчивши зв'язок між психікою і сомою (тілом) у багатьох з 37 своїх праць, а також у своїй книзі «Фройд: Життя і смерть» (анг. Freud Living and Dying). Пітер Гей вважав, що остання робота є «безцінною через особисті одкровення та розсудливі і обґрунтовані судження».

## Фройд
Протягом останнього десятиліття життя Фройда, «Макс Шур став майже найважливішою людиною для Фройда та його доньки Анни». Макс Шур приєднався до Фройда під час втечі від німецького аншлюзу.
В перші роки дружби Фройд попросив Шура: «Обіцяйте мені також: коли прийде час, ви не дозволити мучити їм мене без потреби». Десять років згодом, у 1939, Зигмунд Фройд помираючи від раку, нагадав про своє прохання, і Шур потиснувши йому руку, пообіцяв, що надасть йому адекватну седативну допомогу.
У період, коли патерналізм був поширеним, Шур завдяки своєму лікуванню Фройда, змоделював сучасні «відносини лікара-пацієнта», заснованих на довірі та повазі до особистої автономії.

## Вплив
Шур доклав значних зусиль, щоб зв'язати соматичні та психологічні аспекти афектів, розробивши психосоматичний компромісний погляд на афекти, у відповідності до тенденцій его-психології".